# Pygeum wilsonii
Pygeum wilsonii là loài thực vật có hoa trong họ Hoa hồng. Loài này được Koehne miêu tả khoa học đầu tiên năm 1915.